# Cellule-école (Bulgarie)
 (avril 2020).
Pour les articles homonymes, voir Cellule.
Une cellule-école ou école monastique de Bulgarie (bulgare : Килийно училище ; en transcription française : « kiliino outchilichté ») était une sorte d'école élémentaire dans les régions bulgares, pendant les 500 ans d'administration ottomane des provinces des Balkans. Les écoles monastiques ont gardé vivants la langue bulgare et le christianisme. Jusqu'à la création des écoles publiques dans la première moitié du XIXe siècle, elles étaient les seules écoles pour les Bulgares. Ces écoles ont été très importantes pour la Renaissance Nationale de la Bulgarie. 
Les Bulgares ne se sont pas vu refuser la scolarité, mais il n'y avait pas d'institutions publiques pour former les enseignants et les écrivains, de sorte que les Bulgares ont dû se contenter des écoles élémentaires auprès des monastères, en tant que résultat de leur propre organisation et d'un moyen d'auto-éducation. 

## Le nom
La traduction française (« cellules-écoles » ou «écoles monastiques») du terme bulgare original (kiliino outchilichté) n'est pas très précise. Le mot bulgare kiliia (килия) signifie non seulement une cellule monastique, mais aussi tout type de petite pièce, salon ou salle de classe. Le mot bulgare outchilichté signifie école. 
Pour l'enseignement dans l'école d'un monastère, des cellules ou de petites pièces étaient réservées dans des bâtiments proches de l'église. C'est de là que vient le nom bulgare, qui pourrait également être traduit par « école dans les cellules »" au lieu d'« école monastique ». 
Cependant, le caractère de ces écoles monastiques a changé au fil du temps. Il existe également des écoles laïques de ce type pour lesquelles le terme « école naines » serait plus approprié. Afin de souligner la particularité nationale typique de la situation historique, ces écoles pourraient également être appelées « écoles naines bulgares ». 
Dans ce contexte, l'« école monastique » doit être comprise comme un établissement d'enseignement primitif, qui est logé dans un espace confiné qui ne convient pas à une école. C'est une école où l'on enseigne avec des méthodes obsolètes et elle pourrait donc être plus convenablement appelée « école primitive ».

## Destruction de l'éducation bulgare
Avec l'invasion ottomane et la chute du Second Empire Bulgare, dans la seconde moitié du XIVe siècle, un déclin de la vie intellectuelle bulgare a également eu lieu. Avec la conquête de la capitale Veliko Tarnovo (1393) et du Tsarat de Vidin (1396), les deux plus grands centres de la vie intellectuelle bulgare ont été détruits. Une proportion importante des Bulgares éduqués a été éliminée, d'autres ont été réduits en esclavage et déplacés en Asie Mineure, tandis que d'autres ont migré vers les pays orthodoxes voisins, la Valachie, la Moldavie, la Serbie et la Grèce.  
Toutes les écoles bulgares du pays ont été fermées. L'éducation et la littérature ont disparu dans les régions bulgares conquises. L'échange culturel avec les autres pays européens s'est arrêté pendant longtemps. Lorsque, au XVe siècle, l'horreur de la conquête ottomane est passée, la vie est progressivement revenue à la normale, certains monastères bulgares tentant de relancer la vie spirituelle. 
L'administration ottomane a été violemment imposée aux provinces des Balkans ottomanes de l'ancien empire bulgare, ce qui a empêché le développement intellectuel du peuple bulgare. La classe supérieure se composait exclusivement d'Ottomans. Outre la classe supérieure ottomane, au cours des 500 ans de domination ottomane sur les Bulgares, de nombreux Turcs simples du cœur de l'Empire ottoman ont immigré dans l'ancien Empire bulgare. Leurs enfants ont été scolarisés dans les écoles affiliées aux mosquées. Ces écoles ont été refusées aux Bulgares non musulmans. Cependant, certains Bulgares se sont convertis à l'Islam (les Pomaks - Bulgares musulmans). Si et dans quelle mesure l'islamisation d'une partie des Bulgares s'est produite sous contrainte directe ou indirecte, comment et pourquoi ils se sont convertis à l'Islam n'est pas pertinent dans ce contexte et est controversé dans l'histoire (Article principal: Bulgarie ottomane). 
La langue bulgare a été progressivement supprimée, même si ce n'était pas la politique directe de l'Empire Ottoman d'assimiler les peuples conquis. 

## Caractéristiques des écoles monastiques bulgare
Les écoles monastiques bulgares étaient initialement affiliées à certaines églises ou monastères et métochions (ceux-ci étant de petites filiales de certains monastères). 
Ces écoles ont été fondées aux XVe et XVIe siècles. Ils ne transmettaient pas de connaissances profanes. Dans les cellules, seul le slavon d'église (qui est en fait le bulgare ancien, du temps des tsarats bulgares) était enseigné, ainsi que la calligraphie et les chants d'église. Chaque église avait sa propre école monastique. Le prêtre local était également enseignant. Ces écoles  étaient ouvertes à tous les enfants. Aux XVIIe et XVIIIe siècles, des "écoles monastiques" privées ont été créées. L'enseignant, qui n'était pas nécessairement un clerc, enseignait chaque enfant séparément. 
Les cours se déroulaient soit en grec, soit en slavon et, dans certains endroits, dans les deux langues. On enseignait à lire, à écrire, quelques chants d'église et de l'arithmétique. De plus, les enfants ont été élevés pour aimer leur patrie et leur prochain. 
Parfois, les cours étaient également liés à l'apprentissage d'un métier spécifique. Les livres ecclésiastiques ont été utilisés comme manuels - livres d'heures, évangiles, livres de psaumes et autres. Bien sûr, les enfants ont également été initiés aux traditions liturgiques de l'Église grecque orthodoxe. 
Le principal objectif des écoles monastiques était de former des jeunes à devenir prêtres et curés. Et c'étaient surtout les enfants des artisans et des marchands, une classe qui mettait un accent particulier sur l'éducation, qui fréquentaient ces écoles. Des moines instruits, qui autrement s'occupaient de la transcription des livres, faisaient également office d'enseignants. Les étudiants ont été formés pour leurs fonctions de moines, mais les enfants des villages voisins devaient devenir prêtres et enseignants du village. 

## La Renaissance nationale bulgare et la "Nouvelle éducation bulgare"
Au XVIIe siècle et dans la première moitié du XVIIIe siècle, un vaste réseau d'écoles a été créé. Elles ne sont plus affiliées à des monastères et à des églises, mais sont devenues des écoles urbaines. 
Habituellement, un enseignant enseigne à peu d'enfants - 10 à 20 élèves. L'enseignant est en général payé par la ville, ou bien il a un autre travail, par exemple, celui de curé. 
Ce n'est qu'au XVIIIe siècle et dans le premier quart du XIXe que des circonstances extérieures et intérieures favorables ont conduit à la résurrection de la vie intellectuelle des Bulgares. 
Dès le XVIIIe siècle, les idées des Lumières sont entrées dans les provinces balkaniques de l'Empire Ottoman. Les efforts de réforme et de modernisation dans l'Empire ont eu un effet positif sur le mouvement pour la « Nouvelle éducation bulgare ». 
Le renouveau a commencé avec les ambitieuses réformes du sultan Ahmed III (1703-1730), qui sont poursuivies par le sultan Abdülmecid Ier avec Hatt-ı Scherif de Gülhane (1839) et marque le début du Tanzimat. 
Avec Hatt-ı Scherif de Gülhane, à tous les sujets ottomans, quelle que soit leur foi, des droits égaux étaient garantis. Avec un autre décret d'Abdülmecid Ier, le décret Hatt-ı Hümayun, le mouvement pour la « Nouvelle éducation bulgare » fut effectivement autorisé et légalisé en 1856. 
Au XVIIIe siècle, le nombre d'écoles monastiques a visiblement augmenté. En 1762, lorsque Païsii de Hilandar a achevé son histoire slavo-bulgare, il y avait 112 écoles monastiques. En 1835, il y avait 235 écoles monastiques. La qualité de la formation a changé dans la seconde moitié du XVIIIe siècle et au début du XIXe. Un nombre croissant d'écoles ont été ouvertes par des laïcs ou des communautés. L'élément laïque allait pénétrant les classes d'élèves. 
Les écoles monastiques de Rila, Etropole, Kilendar, Sograf et Troyan, ainsi que les écoles de Kotel, Teteven, Sopot et Samokov sont particulièrement populaires au XVIIIe et au début du XIXe siècle. Dans de nombreuses régions, les écoles monastiques étaient les seules écoles jusqu'à la libération de la Bulgarie(1878).

## Écoles grecques
Dans la seconde moitié du XVIIe siècle, il y avait aussi des écoles grecques dans certaines villes bulgares, où le grec et le bulgare étaient enseignés. On y montrait les avantages de la langue et de l'éducation grecques et y cultivait le mépris pour la langue maternelle bulgare. Même si ces écoles grecques étaient impliquées dans un processus d'assimilation, elles ont joué un rôle positif en élevant le niveau général d'éducation du peuple bulgare. 
De nombreux jeunes Bulgares ont fréquenté les célèbres écoles grecques de Kotel, Constantinople, Ohrid, Kastoria ou Ioannina. Des écoles laïques grecques ont également été ouvertes dans certaines villes bulgares telles Plovdiv, Samokov, Melnik, Veliko Tarnovo, Sliven. 

## Les écoles bulgares peu de temps avant la libération
Après une longue chaîne d'événements, la guerre russo-turque de 1877-1878 a été l'événement décisif qui a mis fin à la domination ottomane. Au cours des décennies précédentes, période appelée la troisième phase de la Renaissance nationale bulgare, il y a eu une intensification de la conscience nationale bulgare, qui a également été alimentée par certains militants (révolutionnaires de la renaissance nationale), dont Vasil Levski est le plus connu. Il a dirigé l'Insurrection d'avril (1876), qui a été supprimé dans le sang par les Ottomans. 
En même temps, la puissance économique, politique et militaire de l'Empire ottoman a diminué. Le sultan de Constantinople a officiellement chargé l'Église grecque orthodoxe de prendre soin spirituellement des territoires bulgares. C'est toujours la conscience nationale bulgare, récemment éveillée, qui fit que les Bulgares se battent aussi pour leur propre Église orthodoxe bulgare. 